# Мокрая Горка (Вилегодский район)
Мокрая Горка — деревня в Вилегодском муниципальном округе Архангельской области.

## География
Находится в юго-восточной части Архангельской области на расстоянии приблизительно 6 км на юго-восток по прямой от административного центра района села Ильинско-Подомское на левобережье реки Виледь.

## История
В 1859 году здесь (тогда деревня Савинский починок или Мокрая Горка Сольвычегодского уезда Вологодской губернии) было учтено 12 дворов и 3 двора в деревне Починок Мокрой Горки. До 2020 года деревня входила в состав Павловского сельского поселения до его упразднения.

## Население
Численность населения: 70 человек в деревне Савинский починок или Мокрая Горка и 23 в деревне Починок Мокрой Горки (1859 год), 4 (русские 100 %) в 2002 году, 2 в 2010.